# Véronique Bédague
Véronique Bédague ou Véronique Bédague-Hamilius, née le 20 janvier 1964 à Wavrans-sur-l'Aa (Pas-de-Calais), est présidente directrice générale du groupe immobilier Nexity depuis le 1er janvier 2023 .
Elle a auparavant occupé de hautes fonctions dans le secteur public. Elle est notamment économiste au Fonds monétaire international entre 1994 et 1997, conseillère de Laurent Fabius de 2000 à 2002, secrétaire générale de la mairie de Paris entre 2008 et 2014 et directrice de cabinet du Premier ministre, Manuel Valls, de 2014 à 2016.

## Biographie

### Famille et formation
Véronique Marguerite Madeleine Bédague naît le 20 janvier 1964 à Wavrans-sur-l'Aa dans le département du Pas-de-Calais, du mariage de Michel Bédague et de Marguerite Chuffart en 1962 au Touquet-Paris-Plage. Elle grandit en Loir-et-Cher, à la campagne, où son père, propriétaire d'une brasserie, s’est également lancé dans le commerce de palettes en bois.
Elle est diplômée en 1984 de l'Institut d'études politiques de Paris et en 1987 de l'École supérieure des sciences économiques et commerciales (Essec).
Mariée à Jérôme Hamilius, haut fonctionnaire luxembourgeois, Véronique Bédague a deux enfants : Hugues et Claire.

### Carrière professionnelle

#### Dans le public
En 1988, Véronique Bédague intègre la promotion Jean-Monnet de l'École nationale d'administration. À sa sortie en 1990, elle est nommée au ministère de l'Économie et des Finances : chargée du budget puis en 1992, chargée de la synthèse budgétaire à la direction du budget. En 1994, elle est nommée économiste au département des finances publiques au Fonds monétaire international à Washington. Elle revient en France en 1997, où elle est nommée chef du bureau chargé du budget de l'Éducation nationale puis en 1999, chef du bureau chargé des comptes sociaux à la direction du budget du ministère de l'Économie et des Finances. De 2000 à 2002, elle est conseillère technique chargée de la synthèse budgétaire au cabinet de Laurent Fabius (alors ministre de l'Économie, des Finances et de l'Industrie) et de Florence Parly (secrétaire d'État chargée du Budget),.
Elle pilote notamment le dossier de la loi organique aux lois de finances (LOLF).
En 2002, elle est nommée directrice des Finances de la mairie de Paris puis en 2008 secrétaire générale de la mairie.
En janvier 2014, Véronique Bédague est nommée en conseil des ministres ambassadrice déléguée aux investissements internationaux, présidente de l'Agence française pour les investissements internationaux (Afii) et directrice générale d'Ubifrance, agence française pour le développement international des entreprises. Elle est chargée de la fusion des deux établissements qui deviendront par la suite Business France.
Le 1er avril 2014, elle est nommée directrice de cabinet de Manuel Valls,,, à sa prise de fonction comme Premier ministre. Première femme à occuper le poste de directeur du cabinet du Premier ministre, elle est considérée par de nombreux médias français comme la « caution économique » de Manuel Valls, ce dernier s'étant jusque-là centré sur les questions liées à la sécurité, du fait de son poste de ministre de l'Intérieur.
Véronique Bédague-Hamilius est, en 2018, l'un des présidents du comité action publique 2022.

#### Dans le privé
Rejoignant le groupe Nexity en 2017 comme secrétaire générale et membre du comité exécutif, elle multiplie les postes à différentes directions du groupe jusqu’en 2019, où elle devient directrice générale déléguée. Le 19 mai 2021, elle devient directrice générale du groupe immobilier, succédant à Alain Dinin à la tête du groupe.
Le 16 avril 2022, elle publie une tribune dans Le Journal du dimanche où elle plaide pour remplacer le ministère du Logement par un ministère régalien de la Ville de demain.
En avril 2022, la presse évoque son nom pour succéder à Jean Castex au poste de Premier ministre,,. Elle décline la proposition après une entrevue avec le président de la République Emmanuel Macron.

## Distinctions
Véronique Bédague-Hamilius est nommée au grade de chevalière dans l'ordre national du Mérite puis promue au grade d'officier le 15 novembre 2018 au titre de « présidente-directrice générale d'une société spécialisée dans l'immobilier d'entreprise ; 29 ans de services. ».
Le 31 décembre 2012, elle est nommée au grade de chevalière dans l'ordre national de la Légion d'honneur au titre de « ancien chef de bureau au ministère, secrétaire générale d'une mairie ; 23 ans de services ».
En mars 2021, le quotidien Les Échos la classe en no 6 des femmes les plus influentes sur les réseaux sociaux.